# Байдаковская волость
Байдаковская волость административно-территориальная единица Верхнеднепровского уезда Екатеринославской губернии.
По состоянию на 1886 год состояло из 13 поселений, 13 сельских общин. Население 2264 человека (1180 мужского пола и 1084 женского), 372 дворовых хозяйства.
| Собственость   | Площадь (в т. ч. пахотной) |
| -------------- | -------------------------- |
| Сельских общин | 1704 (1468)                |
| Частная        | 12 705 (3393)              |
| Другая         | 33 (6)                     |
| Всего          | 14 442 (4867)              |

Самое большое поселения:
- Байдаковка — село при реке Омельник в 40 верстах от уездного города, 202 человека, 39 дворов, православная церковь, школа.